# Weltinformationsordnung
Bei der Weltinformationsordnung handelt es sich um eine Kurzbezeichnung für die Idee, internationale Leitlinien für den Umgang mit Information und Massenmedien zu finden. Die Debatte beschäftigte die UNESCO seit Beginn ihrer Entstehung. Sie spitzte sich in den 1970er und 1980er Jahren zu, als der Streit um die Weltinformationsordnung schließlich zum vorläufigen Austritt der USA aus der UNESCO führte.
Als die UNESCO 1946 gegründet wurde, gehörte das Bekenntnis zur Informationsfreiheit zu ihren Grundprinzipien. Mit dem Beitritt der Sowjetunion und ihrer Verbündeten wuchs jedoch die Zahl der Staaten, die auf dem Recht von Staaten bestanden, die Medien zu kontrollieren und Zensur auszuüben. Eine ähnliche Tendenz verfolgten viele Entwicklungsländer.
Kern des Konfliktes war die starke Marktstellung der westlichen Medien. Diese waren auch in den Ländern des Ostblocks und der Dritten Welt, soweit dort erhältlich oder empfangbar, primäre Quelle der Information und Meinungsbildung der Bevölkerung. Den staatlich gelenkten Medien der Diktaturen in Ost und Süd brachte die Bevölkerung demgegenüber wenig Vertrauen entgegen. Insbesondere durch die Regime der Dritten Welt wurde die starke Stellung der Medien der ehemaligen Kolonialmächte als Medienimperialismus verurteilt. Ziel der „Neuen Weltinformationsordnung“ sollte daher sein, die Berichterstattung der westlichen Medien zu Gunsten der einheimischen zurückzudrängen.
Im November 1978 verabschiedete die Generalkonferenz der UNESCO unter Amadou-Mahtar M'Bow die Deklaration über die Grundprinzipien für den Beitrag der Massenmedien zur Stärkung des Friedens und der internationalen Verständigung, zur Förderung der Menschenrechte, zur Bekämpfung von Rassismus, Apartheid und Kriegshetze, die neben einem Bekenntnis zum freien Informationsfluss (free flow of information) zahlreiche Einschränkungen und Zugeständnisse an die Länder des Ostens und des Südens enthielten. Die Präambel der Erklärung enthielt ausdrücklich die Forderung nach einer „Neuen Informations- und Kommunikationsordnung“. Nicht nur westliche Staaten interpretierten dies als Freibrief zur Kontrolle von Journalisten und Medien.
1984 traten die USA aus der UNESCO aus, ein Jahr später folgte Großbritannien. 1989 gab die UNESCO den Begriff „Informationsordnung“ auf. Die inhaltliche Debatte ging weiter. 1997 trat Großbritannien der UNESCO wieder bei, im Jahr 2003 auch die USA.
Vor allem die neuen technischen Entwicklungen wie das Internet führten dazu, dass die Staatengemeinschaft weiter über internationale Regeln in der globalen Kommunikation diskutiert. Hierzu dienten 2003 und 2005 vor allem die Weltgipfel für die Informationsgesellschaft in Genf und in Tunis. Der Begriff „Weltinformationsordnung“ wird in diesem Zusammenhang – auch aufgrund der früheren Konflikte – bewusst nicht mehr verwendet.